# У Юсин
У Юсин (吳有性, 1582 или 1592—1652 или 1672) — китайский врач времен падения династии Мин и начала династии Цин, представитель «школы эпидемических болезней».

## Жизнь и творчество
О нем известно мало. Даже дата точно не установлена — с разницей в 10 лет. То же самое касается и даты смерти. Родился в г. Усянь (в современной провинции Цзянсу). Всю жизнь провел в родном городе. В 1641 году, когда в Китае вспыхнула мощная эпидемия мора, У Юсин пытался с ней бороться, одновременно исследуя причины и проявления этой болезни. Выступал против применения наркотиков для лечения мора, а предлагал диеты, холодную терапию и карантины, что в значительной мере помогло обеспечить Усяню избавление большого количества смертей.
Он предположил, что мор вызывается не экзогенными метеорологическими патогенами, а «вредными пневмами» (ли ци 戾氣) вроде инфекционных факторов. Свои соображения У Юсин изложил в 1642 году в книге «Вэнь и лунь» (瘟疫論, «Рассуждение насчет эпидемии мора»), в которой также описал различные признаки проявлений эпидемических болезней, где привел разницу между тифом и мором.
В Юсин указывал, что проникновение «вредоносных пневм» осуществляется через кожу, рот и нос, тяжесть болезни зависит от их количества и качества, каждый вид болезни связан со специфическим видом «вредной пневмы», их влияние на людей и животных происходит по-разному. По мнению Юсина задача врача состояла в том, чтобы увеличить сопротивление, (иммунитет) организма и ослабить действие патогенов. Поэтому, отмечал он, некоторые инфекционные болезни могут быть излечены травами. Кроме того, для очистки организма, что облегчает борьбу с инфекционными заболеваниями, полезны рвотные и слабительные средства. У Юсин также предположил, что «вредные пневмы» были причиной оспы (доу 痘), которая имела широкое распространение в эпоху Мин.